# Gò Đen
Gò Đen là tên quận của tỉnh Chợ Lớn cũ, do quận Trung Quận đổi tên từ ngày 4 tháng 2 năm 1947. Quận lỵ đặt tại làng Phước Lợi.
Năm 1957 quận Gò Đen giải thể, một phần đất đai nhập vào quận Bến Lức (nay là các xã, thị trấn phía Đông sông Vàm Cỏ Đông của huyện Bến Lức), tỉnh Long An; phần còn lại lập thành quận Bình Chánh, tỉnh Gia Định (nay là một phần các quận Bình Tân và huyện Bình Chánh, Thành phố Hồ Chí Minh).
Hiện Gò Đen chỉ còn là địa danh vùng, bao gồm 3 xã Mỹ Yên, Long Hiệp và Phước Lợi của huyện Bến Lức, tỉnh Long An. Rượu đế Gò Đen ngon nổi tiếng.